# Carlos Jayme
Carlos Alberto Borges Jayme (* 13. Juni 1980 in Goiânia) ist ein ehemaliger brasilianischer Schwimmer. Er gewann eine olympische Bronzemedaille. Bei Panamerikanischen Spielen erschwamm er je einmal Gold und Silber.

## Sportliche Karriere
Am 20. Dezember 1998 stellte die brasilianische 4-mal-100-Meter-Freistaffel mit Fernando Scherer, Carlos Jayme, Alexandre Massura und Gustavo Borges einen neuen Kurzbahnweltrekord auf. Ein Jahr später belegte die brasilianische 4-mal-100-Meter-Freistilstaffel den siebten Platz bei den Kurzbahnweltmeisterschaften in Hongkong. Bei den Olympischen Spielen 2000 in Sydney siegte die australische 4-mal-100-Meter-Freistilstaffel mit 0,19 Sekunden Vorsprung vor dem Quartett aus den Vereinigten Staaten. Dreieinhalb Sekunden dahinter erschwammen Fernado Scherer, Gustavo Borges, Carlos Jayme und Edvaldo Valério die Bronzemedaille 0,37 Sekunden vor den viertplatzierten Deutschen.
2001 bei den Weltmeisterschaften in Fukuoka wurde die brasilianische 4-mal-100-Meter Freistilstaffel im Finale disqualifiziert. Im April 2002 bei den Kurzbahnweltmeisterschaften in Moskau belegte die Staffel den fünften Platz. 2003 erreichte Jayme bei den Weltmeisterschaften in Barcelona kein Finale. Bei den Panamerikanischen Spielen 2003 in Santo Domingo siegte die brasilianische 4-mal-100-Meter-Freistilstaffel, die 4-mal-200-Meter-Freistilstaffel wurde Zweite. Zum Abschluss seiner Karriere trat Jayme bei den Olympischen Spielen 2004 in Athen mit beiden Freistilstaffeln an. Die 4-mal-200-Meter-Freistilstaffel schwamm die neuntbeste Vorlaufzeit, die 4-mal-100-Meter-Freistilstaffel wurde Zwölfte.